# 阿东 (1970年)
阿东（1970年11月—），男，回族，生于辽宁省海城市岔沟镇岔沟村，:45中华人民共和国政治人物。1996年5月加入中国共产党，1997年7月参加工作。北京大学城市与环境学系人文地理专业毕业，研究生学历，理学博士。曾任中共吉林省委常委、宣传部部长，现任共青团中央书记处第一书记、全国少工委主任、中央团校（中国青年政治学院）校（院）长。

## 生平
阿东1970年出生于辽宁省海城市岔沟镇岔沟村，小时候父母离异，和其孪生弟弟阿风一起与其母亲赵玉华一起生活。阿东6岁时在岔沟镇中心小学上学，高中时以较高的成绩考取海城市高级中学。:45-46
1987年9月，在辽宁师范大学地理系学习。1991年9月，升读辽宁师范大学地理系人文地理专业硕士研究生。1994年9月，在北京大学城市与环境学系攻读人文地理专业博士研究生，导师为杨吾扬，博士论文题目为《吉林省城市体系——历史发展、现状分析与区域研究》。1996年5月加入中国共产党，1997年，阿东获北京大学理学博士学位。
1997年7月参加工作，先后担任国家海洋局海洋综合管理司资源开发管理处试用期公务员，海域管理司主任科员，海域管理司海岸带海岛管理处处长，海域管理司海域管理处处长、助理巡视员，海域管理司副司长、海域勘界办公室主任，东海分局副局长、中国海监东海总队副总队长，海洋出版社党委书记兼纪委书记、副社长，政策法制与岛屿权益司司长，其间挂职任中共贵溪市委副书记（2004年2月－2006年1月）。
2016年8月，通过央地双向交流出任中共三沙市委副书记（正厅级），並先後擔任市委宣传部部长、市纪委书记。2017年5月，任三沙市人民政府代市长，同年7月正式当选为市长。2018年2月，改任中共三亚市委副书记、三亚市人民政府市长。
2020年4月16日，阿东跨省升任吉林省人民政府党组成员、副省长。2021年12月，任中共吉林省委常委、宣传部部长。
2023年5月，接替贺军科任共青团中央书记处第一书记，成为时任最年轻的正部级干部，也是繼國家金融監督管理總局局長李雲澤後的又一位“70後”正部級幹部，以及首位出身于少數民族的团负责人。
2023年7月11日，共青团中央宣布书记处第一书记阿东兼任中央团校（中国青年政治学院）校（院）长。
2023年12月4日，全国少工委八届四次全会选举共青团中央第一书记阿东为全国少工委主任。

## 家庭
- 双胞胎弟弟：阿风，清华大学历史系教授、党支部书记[14]，兼任中国明史学会副会长，主要研究徽州文书与明清社会经济史、法制史以及中国古文书学研究[15][16]。[1]:45